# نیکولا استوییلیکوویچ
نیکولا استوییلیکوویچ (سیریلیک صربی: Никола Стојиљковић؛ زادهٔ ۱۷ اوت ۱۹۹۲) بازیکن فوتبال اهل صربستان است.
از باشگاه‌هایی که در آن بازی کرده‌است می‌توان به باشگاه فوتبال چوکاریچکی، باشگاه ورزشی براگا، و باشگاه فوتبال راد اشاره کرد.
وی همچنین در تیم‌های ملی فوتبال زیر ۲۱ سال صربستان، و صربستان بازی کرده‌است.